# Пушисти опосуми
Пушистите опосуми (Caluromys) са род опосуми от семейство Didelphidae. Разпространени са на територия от Южно Мексико до Северна Аржентина. Живеят в тропични до умерени гори на надморска височина до 2500 m.

## Описание
Козината е дълга, гъста и копринено мека. Покрива цялото тяло с изключение на последната половинана опашката. Цветът варира от оранжево до светло сиво с повече или по-малко петна от двата цвята. Обикновено притежават оранжеви петна по шията и раменете и едно сиво в областта на гърдите. По корема и гърдите космената покривка е с по-светъл цвят. Очите са големи и изпъкнали, ушите са розови. Обикновено опашката е по-дълга от тялото и служи за хващане.
Представителите на рода са всеядни животни. В менюто им влизат листа, стъбла, плодове, семена, насекоми и други членестоноги и техните ларви, малки гръбначни животни, птици, яйца и дори мърша.

## Списък на видовете
В рода са класифизирани три вида от два подрода както следва:
- Подрод Mallodelphys
  - Caluromys derbianus – Дербийски пушист опосум
    - Caluromys derbianus aztecus
    - Caluromys derbianus centralis
    - Caluromys derbianus derbianus
    - Caluromys derbianus fervidus
    - Caluromys derbianus nauticus
    - Caluromys derbianus pallidus

  - Caluromys lanatus
    - Caluromys lanatus cicur
    - Caluromys lanatus lanatus
    - Caluromys lanatus nattereri
    - Caluromys lanatus ochropus
    - Caluromys lanatus orntus
    - Caluromys lanatus vitalinus
- Подрод Caluromys
  - Caluromys philander
    - Caluromys philander affinis
    - Caluromys philander dichurus
    - Caluromys philander philander
    - Caluromys philander trinitatis